# Croton shreveanus
Croton shreveanus är en törelväxtart som beskrevs av Léon Camille Marius Croizat. Croton shreveanus ingår i släktet Croton och familjen törelväxter. Inga underarter finns listade i Catalogue of Life.